# Tell Taban
Tell Taban est un site archéologique du nord-est de la Syrie dans le gouvernorat d'Al-Hasakah. C'est le site de l'ancienne ville de Ṭābetu.

## Archéologie
Le site a été fouillé pour la première fois de 1997 à 1999 dans le cadre d'une opération de sauvetage en réponse aux effets du barrage de Hassake,,. Un certain nombre d'objets inscrits, principalement des inscriptions de bâtiments, ont été trouvés. Le site a de nouveau été fouillé entre 2005 et 2007. D'autres inscriptions et une archive contenant plus de 100 tablettes cunéiformes ont été trouvées,,,.

## L'histoire

### Ṭābetu
La ville a été mentionnée au XVIIIe siècle av. J.-C. comme un centre régional nommé Ṭābatum dans les tablettes du royaume de Mari et a été détruite par Samsu-Iluna de Babylone est alors tombé sous la domination des Assyriens.

#### Royaume autonome
Une dynastie autonome a gouverné la ville entre le XIVe et le XIIe siècle av. J.-C. sous la suzeraineté et reconnaissant la suprématie des rois assyriens moyens ; les dirigeants de Ṭābetu se sont appelés « les rois de Ṭābetu et du pays de Mari ».
À l'époque du royaume de Ṭābetu de la période assyrienne moyenne, la désignation "Mari" était probablement utilisée pour indiquer les terres autour de Ṭābetu et ne faisait pas référence à l'ancien royaume de Mari situé sur l' Euphrate. Une autre possibilité est que Mari du titre du roi Ṭābetu correspond à "Marê"; une ville mentionnée c. 803 av. J.-C. dans la stèle de Nergal-ereš, un magnat assyrien du temps du roi néo-assyrien Adad-nirari III. Marê a été mentionné en association avec Rasappu qui était probablement situé sur les pentes sud et est des montagnes Sinjar.
L'origine de la dynastie est vague; les deux premiers dirigeants connus portaient des noms hourrites. Cependant, "la terre de Mari" est mentionnée dans les archives de Nuzi et les tablettes datant des XVe et XIVe siècles av. J.-C. de Tell Taban lui-même révèlent que les habitants étaient des Amoréens. La dynastie aurait pu être d'origine amorrite mais a adopté des noms royaux hourrites pour apaiser l'empire mitannien. Les rois de Ṭābetu semblent avoir reconnu l'autorité de l'Assyrie dès que la conquête assyrienne du Mitanni a commencé ; en retour, les Assyriens approuvèrent le maintien de la dynastie locale dont les dirigeants furent rapidement assyrianisés et adoptèrent des noms assyriens remplaçant les noms hourrites. Ceci est une liste des rois de Ṭābetu qui appartenaient à la même dynastie. ’.
| Souverain                      | Période                                         | Remarques                     |
| ------------------------------ | ----------------------------------------------- | ----------------------------- |
| Akit-Teššup                    | Fin XIVe-début XIIIe siècle                     |                               |
| Zumiya                         | Début XIIIe siècle                              | Fils d'Akit-Teššup            |
| Adad-Bel-Gabbe I               | Début XIIIe siècle av. J.-C.                    | Fils du prédécesseur          |
| Un ou deux dirigeants inconnus | Milieu du XIIIe siècle av. J.-C.                |                               |
| Aššur-Ketta-Lešir I            | Milieu du XIIIe - fin du XIIIe siècle av. J.-C. | Descendant d'Adad-Bel-Gabbe I |
| Adad-Bel-Gabbe II              | Fin du XIIIe - début du XIIe siècle av. J.-C.   | Fils d'Aššur-Ketta-Lešir I    |
| Rīš-Nergal                     | Milieu du XIIe siècle av. J.-C.                 | Fils d'Adad-Bel-Gabbe II      |
| Mannu-lū-yāʾu                  | Milieu du 1XIIe siècle av. J.-C.                | Fils d'Adad-Bel-Gabbe II      |
| Nom non identifié              | Milieu du XIIe siècle av. J.-C.                 | Fils de Mannu-lū-yāʾu         |
| Etel-pî-Adad                   | Milieu du XIIe siècle av. J.-C.                 | Fils d'Adad-Bel-Gabbe II      |
| Adad-bēl-apli                  | Milieu-fin du XIIe siècle av. J.-C.             | Fils d'Etel-pî-Adad           |
| Adad-Bel-Gabbe III             | Fin du XIIe siècle av. J.-C.                    | Fils d'Adad-bēl-apli          |
| Aššur-Ketta-Lešir II           | Fin du XIIe -début du XIe siècle av. J.-C.      | Fils d'Adad-Bel-Gabbe III     |
| Enlil-šar-ilāni                | Début XIe siècle av. J.-C.                      | Fils d'Aššur-Ketta-Lešir II   |
| Adad-apla-iddina               | Pas clair                                       |                               |

## Voir également
- Villes du Proche-Orien ancien